# Verschaffeltia splendida
Verschaffeltia splendida ist eine auf den Seychellen endemische Palmenart. Sie ist die einzige Art der Gattung Verschaffeltia. 

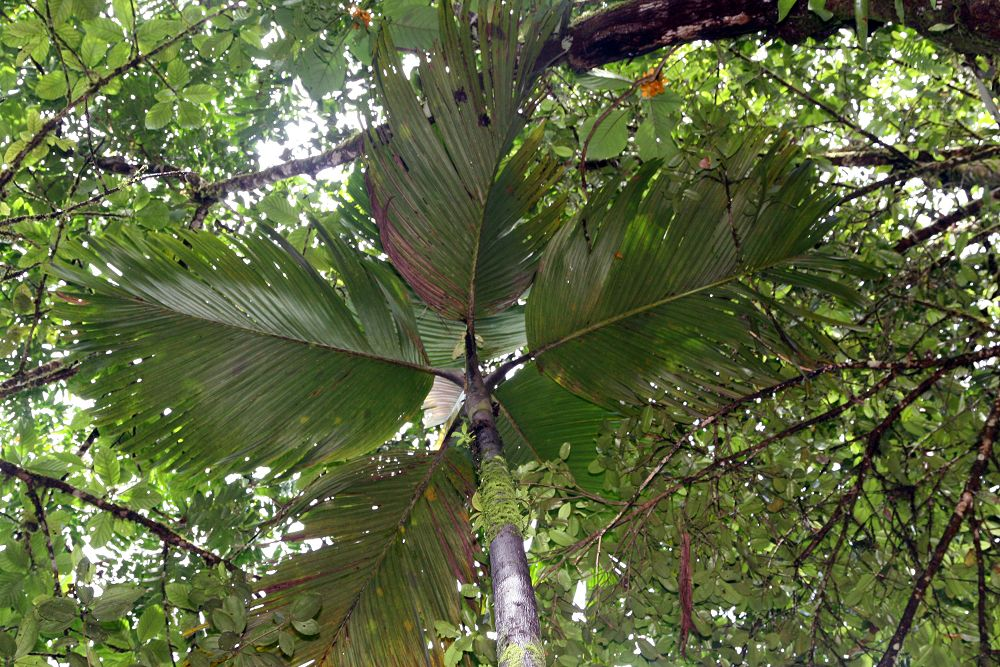
Verschaffeltia splendida

## Merkmale
Verschaffeltia splendida ist eine auffällige, mittelgroße, einzelstämmige Palme mit Stelzwurzeln und Stacheln. Junge Palmen sind stärker bewehrt, mit dem Alter werden sie weniger stachelig. Sie sind mehrmals blühend und einhäusig getrenntgeschlechtig (monözisch). 
Der Stamm ist aufrecht und mit auffälligen, ringförmigen Blattnarben versehen. Junge Exemplare sind dicht mit schwarzen Stacheln besetzt, ältere besitzen Ringe von rückwärts gerichteten Stacheln. An der Stammbasis sitzt ein Kegel von starken Stelzwurzeln. 
Die Chromosomenzahl ist 2n = 36.

### Blätter
Die Blätter sind groß, bifid, mit fiederförmigen Rippen und Lappen. Sie sind unregelmäßig in mehrfach gefaltete Segmente gespalten. Die Blätter fallen ab und hinterlassen eine glatte Narbe. Die Blattscheiden sind offen und bilden keinen Kronenschaft. Bei jungen Palmen sind sie sehr dicht mit schwarzen Stacheln besetzt, bei ausgewachsenen Palmen sind sie unbewehrt. Der Blattstiel ist kurz und kahl, bei jungen Palmen bewehrt wie auch die Rhachis, bei adulten unbewehrt. Die Blattspreite ist bei jungen Palmen ungeteilt, bei erwachsenen unregelmäßig gespalten. Die Ränder sind bis zur Hälfte der Spreite gelappt bis gespalten und bilden so reduplicate Segmente. Die Spreite ist oberseits kahl, unterseits zerstreut mit kleinen, punktförmigen Schuppen und auffälligen, großen Spreuschuppen entlang der Rippen besetzt.

### Blütenstände
Die Blütenstände stehen einzeln zwischen den Laubblättern (interfoliar) und sind zwei- oder dreifach verzweigt, zur Spitze hin nur einfach. Die männlichen Blüten blühen zuerst (Proterandrie). Der Blütenstandsstiel ist lang, im Querschnitt rund und wie alle Achsen des Blütenstandes behaart. Das Vorblatt sitzt etwas von der Basis des Stieles abgesetzt. Es ist sehr groß, ausdauernd, ledrig, röhrig, zweikielig, unbewehrt und zerstreut mit Schuppen besetzt. Es gibt ein Hochblatt am Blütenstandsstiel, das deutlich über dem Vorblatt ansetzt. Es ist hinfällig, ähnelt dem Vorblatt, ist aber dünner und nicht zweikielig. 
Die Blütenstandsachse ist kürzer als der Stiel. Ihre Hochblätter sind sehr klein, dreieckig und unauffällig. Die Seitenachsen erster Ordnung sind zahlreich, abstehend, biegsam bis steif, etwas bogig und tragen in spiraliger Anordnung Blütentriaden, lediglich an der Spitze stehen einzelne oder paarige männliche Blüten.

### Blüten
Die männlichen Blüten sind klein und kugelförmig. Die drei Kelchblätter sind frei, stehen imbricat und sind gerundet. Die drei Kronblätter sind ebenfalls frei, stehen valvat und sind doppelt so lang wie der Kelch. Die sechs Staubblätter haben freie, fleischige und eher kurze Staubfäden. Die Antheren sind rundlich, medifix und latrors. Das Stempelrudiment ist groß, dreikantig und etwa so lang wie die Kronblätter. Der Pollen ist ellipsoidisch und asymmetrisch. Die Keimöffnung ist ein distaler Sulcus. Die längste Achse misst 41 bis 47 Mikrometer.
Die weiblichen Blüten sind größer als die männlichen und ebenfalls kugelig. Die drei Kelchblätter sind frei, imbricat und reißen unregelmäßig auf. Die drei Kronblätter sind frei, breit, imbricat und mit sehr kurzer, dreieckiger, valvater Spitze. Die sechs Staminodien haben bandförmige Filamente und breite, flache Spitzen. Das Gynoeceum ist eiförmig, einfächrig mit einer Samenanlage. Die drei Narben sind kurz und zurückgebogen. 

### Früchte
Die Frucht ist einsamig, kugelig, bräunlich grün, die Blütenhülle verbleibt an der Frucht, die Narbenreste sitzen an der Basis der Frucht. Das Exokarp ist glatt und wird trocken rau. Das Mesokarp besitzt eine krustenartige Schichte direkt unter dem Exokarp und ist darunter eher dünn und fleischig, mit wenigen dem Endokarp anhaftenden Fasern. Das Endkarp ist dünn, knorpelig und zeigt auffällige Grate und Rücken sowie eine runde basale Keimöffnung.

## Verbreitung und Standorte
Die Art kommt auf den Seychellen-Inseln Mahé, Silhouette und Praslin vor. Sie wächst in Reliktwäldern an Hängen zwischen 300 und 600 m Seehöhe. Seltener ist sie in Flusstälern unter 300 m Seehöhe zu finden. Hauptsächlich wächst sie an steilen Hängen und in schroffen Schluchten. Meist stehen die Bäume einzeln, selten in Gruppen. 

## Taxonomie und Systematik
Die Gattung Verschaffeltia wurde 1865 von Hermann Wendland in L'Illustration Horticole Band 12 Seite 5 erstbeschrieben. Die Gattung ist nach dem belgischen Kunstgärtner Ambroise Colette Alexandre Verschaffelt (1825–1886) benannt.
Die Gattung Verschaffeltia wird innerhalb der Familie Arecaceae in die Unterfamilie Arecoideae, Tribus Areceae und Subtribus Verschaffeltiinae gestellt.
In der World Checklist of Selected Plant Families der Royal Botanic Gardens, Kew, wird nur die Art Verschaffeltia splendida anerkannt.

## Belege
- John Dransfield, Natalie W. Uhl, Conny B. Asmussen, William J. Baker, Madeline M. Harley, Carl E. Lewis: Genera Palmarum. The Evolution and Classification of Palms. Zweite Auflage, Royal Botanic Gardens, Kew 2008, ISBN 978-1-84246-182-2, S. 618–620.